# Carlos Macedo (dobrador)
Carlos Alberto Macedo (nascido em 2 de Setembro de 1965) é um actor e dobrador português.
Actualmente faz parte da Associação cultural Klássikus. Para além do teatro Carlos Macedo participa em séries de televisão, cinema e dobragens de animações. Foi precisamente na animação que Carlos Macedo ficou famoso entre os jovens, sobretudo depois de ter dado voz a duas célebres personagens – Diego Vega da série Zorro e Kenshin Himura no Samurai X.

## Dobragens

### Séries
| Personagem(ns)                                                     | Título Português                                     | Título original                        |
| ------------------------------------------------------------------ | ---------------------------------------------------- | -------------------------------------- |
| Várias                                                             | Gato das Botas (1993)                                | Nagagutsu wo Haita Neko no Bouken      |
| Rafa                                                               | A Carrinha Mágica (RTP)                              | The Magical School Bus                 |
| Adam Park                                                          | Power Rangers: Zeo                                   | Power Rangers: Zeo                     |
| Adam Park; T.J. Johnson                                            | Power Rangers: Turbo                                 | Power Rangers: Turbo                   |
| Gepeto                                                             | As Aventuras do Pinóquio                             | Pinocchio Yori Piccolino no Boken      |
| Halvar                                                             | Vicky                                                | Vicky the Viking                       |
| Twipsy                                                             | Twipsy                                               | Twipsy                                 |
| Pai do T.J.                                                        | Recreio                                              | Recess                                 |
| Voz-off do genérico inicial, Stu (Cão)                             | A loja dos bichinhos                                 | Littlest Pet Shop                      |
| Johny Quest                                                        | Johny Quest                                          | Johny Quest                            |
| Jack Hollister (Skysurfer One)                                     | Skysurfer: Forças especiais                          | Skysurfer Strike Force                 |
| The Red Guy, Pai do Chicken e da Cow                               | Cow & Chicken                                        | Cow and Chicken                        |
| The Red Guy                                                        | Eu Sou o Weasel                                      | I Am Weasel                            |
| Aah                                                                | Ooh & Aah                                            | Ooh, Aah & You                         |
| Max (Dobragem da TVI)                                              | Mighty Max                                           | Mighty Max                             |
| Diego Vega                                                         | Zorro                                                | Kaiketsu Zorro                         |
| Dr. Frankenstein; Pipsquawk                                        | O Gato de Frankenstein                               | Frenaknestein's Cat                    |
| Kenshin Himura                                                     | Samurai X                                            | Rurouni Kenshin                        |
| Sonic, Sleet                                                       | Sonic Underground                                    | Sonic Underground                      |
| Hipólito Lixado, Pombo Conselheiro do Rei                          | A Demanda do "R"                                     | A Demanda do "R"                       |
| Verme Guilherme; Narrador                                          | Bichos, Bichinhos, Bicharocos                        | Funny Little Bugs                      |
| Tó                                                                 | Histórias da Ana                                     |                                        |
| Tigre, Suezo                                                       | Monstros Rancher                                     | Monster Rancher                        |
| Milo                                                               | Tweenies                                             | The Tweenies                           |
|                                                                    | Doug                                                 | Doug                                   |
| Voz-off, Tomás, outros                                             |                                                      | A Fábrica de Histórias                 |
| Inspector Gadget                                                   | Inspector Gadget                                     | Inspector Gadget                       |
| Knuck                                                              | Action Man                                           | Action Man                             |
| Gepeto, Raposa                                                     | Pinocchio                                            | Pinocchio Yori Piccolino no Boken      |
| David Kawena; Keoni; Polícia Kaihiko                               | Lilo & Stitch                                        | Lilo & Stitch: The Series              |
| Dentadas - o porco pateta (sobrinho de Risadas), Quwazmir e outras | Dave, o Bárbaro                                      | Dave the Barbarian                     |
| Várias                                                             | Hércules                                             | Hercules                               |
| Bob, Lagartas, Alturas, Pintas, Voz-off                            | Bob, o Construtor                                    | Bob the Builder                        |
| Ed, Voz-off, short monkey henchman do Gaspar Le Gecko              | Brandy & Mr. Whiskers                                | Brandy & Mr. Whiskers                  |
| Voz-off                                                            | Força Bebé!                                          | Go, Baby!                              |
| Voz-off                                                            | Heróis da Bíblia                                     | The Beginner's Bible                   |
| Dragão                                                             | Joana e o Dragão                                     | Jane and the Dragon                    |
| Laranja                                                            | Harry e o Balde de Dinossauros                       | Harry and his Bucket Full of Dinosaurs |
| Dupond e Dupont, Zorrino, Ridgewell, Samuel Goldbarr               | As Aventuras de Tintin                               | Les Aventures de Tintin                |
| George                                                             | Viver com Derek                                      | Life with Derek                        |
|                                                                    | Tork                                                 | Tork                                   |
| Shillelagh                                                         | Teamo Supremo                                        | Teamo Supremo                          |
| Família Silva da Silva (filho)                                     | A Ílha das Cores                                     | A Ílha das Cores                       |
| Sabe Muito (o robô)                                                | Noddy                                                | Noddy                                  |
| Peti                                                               | Em Busca do Vale Encantado                           | The Land Before Time (TV Series)       |
| Jim                                                                | Lunar Jim                                            | Lunar Jim                              |
|                                                                    | Clube Winx - 1.ª temporada [Dobragem Original] (RTP) | Winx Club                              |
| Ambrósio, Dylan                                                    | Franjinhas                                           |                                        |
| Dr. Fidel Chroniker                                                | Lunáticos à Solta                                    | Loonatics Unleashed                    |
| Jamal; Mr. Fischburger                                             | Ricky Saraiva                                        | Ricky Sprocket                         |
| Voz-off                                                            | A Ilha das Cores                                     | A Ilha das Cores                       |
| Abóbora                                                            | Pascoal, o Pequeno Raposo                            | Pablo, the Little Red Fox              |
| Várias                                                             | Animais e Amigos                                     | Pet Pals ´Cuccioli´                    |
| Bugs Bunny                                                         | The Looney Tunes Show [Dobragem RTP2]                | The Looney Tunes Show                  |
| Bertram                                                            | Jessie                                               | Jessie                                 |
| Mikey Kudo                                                         | Digimon Fusion                                       | Digimon Fusion                         |
| Torajiro "Astra" Asuka                                             | Digimon Universe: App Monsters                       | Digimon Universe: Appli Monsters       |
| Leonardo                                                           | As Tartarugas Ninja (2012)                           | Teenage Mutant Ninja Turtles           |
| Norman Osborn, Kraven, Escorpião                                   | O Supremo Homem-Aranha                               | Ultimate Spider-Man                    |
| Hyperion                                                           | Os Vingadores Unidos da Marvel                       | Avengers Assemble                      |
| O Líder, Abominável, Heimdall, O Coisa                             | Hulk e os Agentes da S.M.A.S.H                       | Hulk the Agents of S.M.A.S.H           |
| Rocket Raccoon                                                     | Os Guardiões da Galáxia                              | Guardians of the Galaxy                |
| Coiote                                                             | Wabbit                                               | Wabbit                                 |
| Spiral                                                             | Pac-Man e as Aventuras Fantasmagóricas               | Pac-Man and the Ghostly Adventures     |
| Harry                                                              | Garfield                                             | The Garfield Show                      |

### Filmes
| Personagem                                                             | Título Português                                    | Título original                             |
| ---------------------------------------------------------------------- | --------------------------------------------------- | ------------------------------------------- |
| Dimitri                                                                | Anastásia                                           | Anastasia                                   |
| Formiga “perdida”                                                      | Uma Vida de Insecto                                 | A Bugs Life                                 |
| Li Shang (diálogos), Chi Fu                                            | Mulan                                               | Mulan                                       |
| Li Shang (diálogos)                                                    | Mulan II                                            | Mulan II                                    |
| José                                                                   | José - Rei dos Sonhos                               | Joseph, King of the Dreams                  |
|                                                                        | A Coleira Nova do Faísca                            |                                             |
| Peti                                                                   | Em Busca do Vale Encantado                          | The Land Before Time                        |
| Relógio                                                                | A Bela e o Monstro                                  | Beauty and the Beast                        |
|                                                                        | Um porquinho chamado Babe                           | Babe                                        |
| Vagabundo                                                              | A Dama e o Vagabundo                                | Lady and the Tramp                          |
| Vagabundo                                                              | A Dama e o Vagabundo II - As Aventuras de Barnabé   | Lady and the Tramp II: Scamp’s Adventure    |
| Slinky                                                                 | Toy Story - Os Rivais                               | Toy Story                                   |
| Slinky                                                                 | Toy Story 2: Em Busca de Woody                      | Toy Story 2                                 |
| Slinky                                                                 | Toy Story 3                                         | Toy Story 3                                 |
| Sir Kay                                                                | A Espada era a Lei                                  | The Sword in the Stone                      |
| Pinho                                                                  | A Floresta Mágica                                   | El Bosque Animado, sentirás su magia        |
| Lacha, porquinho                                                       | Shrek                                               | Shrek                                       |
| Alan, inspector                                                        | 101 Dálmatas                                        | 101 Dalmatians                              |
| Horácio                                                                | Os 101 Dálmatas                                     | One Hundred and One Dalmatians              |
|                                                                        | Os 101 Dálmatas II - A Aventura de Patch em Londres | 101 Dalmatians II: Patch’s London Adventure |
| Lawrence III                                                           | Pokemon 2: O Poder Único                            | Pokemon 2000 - The Power of One             |
| Skyler                                                                 | Pokémon 3: O Feitiço do Unown                       | Pokémon 3: Spell of the Unown               |
| Tai Kamiya, Davis Motomiya                                             | Digimon: O Filme                                    | Digimon: The Movie                          |
| Rodrigo Dias de Vivaz (El Cid)                                         | El Cid – A Lenda                                    | El Cid – La Leyenda                         |
| Voz-off                                                                | Back to Gaya – Pequenos Heróis                      | Back to Gaya                                |
| Várias                                                                 | The Incredibles - Os Super-Heróis                   | The Incredibles                             |
| Rusty                                                                  | O Paraíso da Barafunda                              | Home on the Range                           |
| Bílis                                                                  | Monstros e Companhia                                | Monsters, Inc.                              |
| Lacha, porquinho                                                       | Shrek 2                                             | Shrek 2                                     |
| Ashton Carnaby                                                         | Atlântida: O Regresso de Milo                       | Atlantis: Milo's Return                     |
| Bugsy, Gaston                                                          | Valiant – Os Bravos do Pombal                       | Valiant                                     |
| Fenwick, Coronel O'Malley, Pai do T.J.                                 | Recreio - Missão: Salvar as Férias                  | Recess: School's Out                        |
|                                                                        | O Franjinhas e o Carrossel Mágico                   | The Magic Roundabout                        |
| Lagartixa, Três de Paus                                                | Alice no País das Maravílhas                        | Alice in Wonderland                         |
| Sr. Marmota                                                            | Bambi II: o Grande Príncipe da Floresta             | Bambi II                                    |
| Membro da boxe, O Não Chuck                                            | Carros                                              | Cars                                        |
| David Kawena                                                           | Lilo & Stitch 2: O Efeito do Defeito                | Lilo & Stitch 2: Stitch has a Glitch        |
| Persnikitty                                                            | Garfield - O Filme                                  | Garfield - The Movie                        |
| Timblenose Ted, peixe dourado, lesmas                                  | Por Água Abaixo                                     | Flushed Away                                |
| Firenze                                                                | Harry Potter e a Pedra Filosofal                    | Harry Potter and the Philosopher's Stone    |
| Marcus Flint, Vincent Crabbe                                           | Harry Potter e a Câmara dos Segredos                | Harry Potter and the Chamber of Secrets     |
| Cedric Diggory, Vincent Crabbe                                         | Harry Potter e o Cálice de Fogo                     | Harry Potter and the Goblet of Fire         |
| Vincent Crabbe                                                         | Harry Potter e a Ordem da Fénix [o jogo]            | Harry Potter and the Order of the Phoenix   |
| Vincent Crabbe                                                         | Harry Potter e o Príncipe Misterioso [o jogo]       | Harry Potter and the Half-Blood Prince      |
| Mumble [Trailer]                                                       | Happy Feet                                          | Happy Feet                                  |
| Âncora, Caranguejo                                                     | À Procura de Nemo                                   | Finding Nemo                                |
| Pinguim "Soldado"                                                      | Madagáscar                                          | Madagascar                                  |
| Larry                                                                  | Selvagem                                            | The Wild                                    |
| Lacha, porquinho                                                       | Shrek o Terceiro                                    | Shrek the Third                             |
| Pinguim "Soldado"                                                      | Os Pinguins de Madagáscar                           | The Penguins of Madagascar                  |
| Lacha, porquinho                                                       | Shrek para Sempre                                   | Shrek Forever After                         |
| Ham III                                                                | Macacos no Espaço                                   | Space Chimps                                |
| Tenete Griswold                                                        | Recreio: Os Grandes de Castigo                      | Recess: All Growed Down                     |
| Napoleão                                                               | Os Aristogatos                                      | The Aristocats                              |
| Pinguim "Soldado"                                                      | Madagáscar 2: Escape para África                    | Madagascar                                  |
|                                                                        | A Guerra dos Clones (Star Wars)                     | The Clone Wars (Star Wars)                  |
| Carnival Barker                                                        | Gru - O Maldisposto                                 | Despicable Me                               |
| Scooter                                                                | Os Marretas                                         | The Muppets                                 |
| Scooter                                                                | Marretas: Procuram-se                               | Muppets Most Wanted                         |
| David Hobbscap; Alexander Hugo                                         | Carros 2                                            | Cars 2                                      |
| Polícia da mente, homem nuvem                                          | Divertida-Mente (Inside Out)                        | Inside Out                                  |
| Melvin                                                                 | A Viagem de Arlo                                    | The Good Dinosaur                           |
| Gideon Grey, Peter Moosebridge, Polícia McChifre, Bucky Oryx-Antlerson | Zootrópolis                                         | Zootopia                                    |
| Peixe-lua, peixe amarelo, biólogo marinho                              | À Procura de Dory                                   | Finding Dory                                |
| Guarda-Cancela, Vice-Capitão, Timoneiro                                | Ponyo à Beira-Mar                                   | Gake no Ue no Ponyo                         |
| Slinky                                                                 | Toy Story 3D                                        | Toy Story 3D                                |
| Sábio (Fogo)                                                           | Em Busca do Coração da Harmonia                     | Quest for a Heart                           |
| ?                                                                      | Um Monstro em Paris                                 | Un Monstre a Paris                          |
| Ordemalfabétix                                                         | Astérix: O Domínio dos Deuses                       | Astérix: Le Domaine des dieux               |
| Ordemalfabétix                                                         | Astérix: O Segredo da Poção Mágica                  | Astérix: Le Secret de la Potion Magique     |
| J.C.                                                                   | Dia de Surf 2                                       | Surf's Up 2: Wavemania                      |

### Director de dobragens
- Yolanda e o Segredo da Rosa Negra
- Spy Dogs
- Cow and Chicken [TVI]
- Hannah Montana [Disney Channel, 2006]
- Cory in the House [Disney Channel, 2007]
- The Suite Life of Zack & Cody [Disney Channel, 2006]
- Life with Derek [Disney Channel, 2007]
- Tork [RTP2, 2007]
- Os Feiticeiros de Waverly Place
- Boa Sorte, Charlie!
- Vaiana
- A Bela e o Monstro (2017)
- Coco

### Jogos
- Stump Smash em Skylanders: Spyro's Adventure
- Stump Smash e Tree Rex em Skylanders: Giants

## Representações

### Séries televisivas
- «Retalhos da Vida de um Médico». 1979
- «Sons do Sol (Programa de Júlio Isidro)». 1992
- «Cinzas». 1992
- «Episódio "Contradições" de Médico de Família». 1999
- «Bons Vizinhos». 2002
- «Episódio "O Sanatório" de Inspector Max». 2004
- «Episódio de 13 de maio de 2010 de Morangos com Açúcar 7». 2010

### Cinema
- 1978. Amílcar em Manhã Submersa
- 1980. O Icendiário
- 1981. Os Putos
- 1992. Tanegashima

### Teatro
| Ano       | Peça                                                                                                   | Produtor                                   |
| --------- | --- | ------------------------------------------ |
| 1980-89   | O Avestruz Mecânico                                                                                    |                                            |
| 1980-89   | António Aleixo, Poeta do Povo                                                                          |                                            |
| 1980-89   | Graças e Desgraças na Corte d'El Rei Tadinho                                                           |                                            |
| 1980-89   | O Galinho Desobediente                                                                                 |                                            |
| 1990      | Feliz Aniversário                                                                                      | Teatro Infantil de Lisboa                  |
| 1991      | A Grande Aventura                                                                                      | Teatro Infantil de Lisboa                  |
| 1991      | Amor (também) de Perdição                                                                              | Teatro Infantil de Lisboa / Fernando Gomes |
| 1993      | Fabulando, Fabulando                                                                                   | Teatro Infantil de Lisboa                  |
| 1993      | O Soldadinho de Chumbo                                                                                 | Teatro Infantil de Lisboa                  |
| 1994      | Cinderella, Revista à Portuguesa                                                                       | Teatro Infantil de Lisboa                  |
| 1994      | O Estranho Caso da Tia do Melro (desenho de luz e interpretação) Personagem: António Rocha             | Klássikus                                  |
| 1996      | A Tragédia (desenho de luz e interpretação) Personagem: Irmã Paulette                                  | Klássikus                                  |
| 1999      | O Regresso ou Contos do Terraço                                                                        | Grupo Comédias de Lisboa                   |
| 2000      | Elefantes no Jardim                                                                                    |                                            |
| 2001      | Viva o Casamento Personagem: Luís Carvalho (balconista da firma)                                       | KlássiKus / Chapitô                        |
| 2002      | A Vida Trágica de Carlota a Filha da Engomadeira Personagens: Mendigo, Menino Augusto                  | KlássiKus                                  |
| 2002      | Leituras Eróticas                                                                                      | Encenação com Marco Horácio                |
| 2002      | Gala Klássikus Reciklados                                                                              | KlássiKus                                  |
| 2003      | DráKula.Kom Personagem: Mr. Renfield                                                                   | KlássiKus                                  |
| 2003      | Vou Dar de Beber à Dor (desenho de luz e interpretação)                                                | KlássiKus                                  |
| 2003      | Divina Loucura (desenho de luz e interpretação) Personagem: Sr. Francisco (professor de violino)       | KlássiKus                                  |
| 2003      | O Dono do Nada                                                                                         | KlássiKus / Volte-Face                     |
| 2003      | Nas Asas do Sonho                                                                                      | KlássiKus                                  |
| 2004      | Romeiro, Romeiro, Quem És Tu? Ninguém!!! Personagem: Irmã Benvinda                                     | KlássiKus                                  |
| 2005      | Garrett no Coração                                                                                     | KlássiKus                                  |
| 2005      | Dr. Jekyll and Mr. Hyde                                                                                | KlássiKus                                  |
| 2006      | Du Bocage In Love                                                                                      | KlássiKus                                  |
| 2006 2007 | José do Telhado, segundo Camílo Castelo Branco Personagem: Nelinho (o Sacristão)                       | KlássiKus                                  |
| 2007 2008 | «Rosa Enjeitada» Personagem: Sete Vidas (dono do bar)                                                  | KlássiKus                                  |
| 2009 2010 | Divina Loucura Personagem: Monsieur Robert (professor de violino de Nanette, por quem está apaixonado) | KlássiKus / Teatro Malaposta               |
| 2010 2011 | Garrett no Coração Personagem: Irmã Benvinda                                                           | KlássiKus / Centro Cultural da Malaposta   |